# 近藤史朗
近藤 史朗（こんどう しろう、1949年10月7日 - ）は、日本の技術者、実業家。株式会社リコー代表取締役社長・最高経営責任者や、同社代表取締役会長を務めた。

## 人物・経歴
新潟県柏崎市生まれ。新潟県立柏崎高等学校を経て、1973年新潟大学工学部卒業、リコー入社、厚木事業所電送機器事業部配属。1998年画像システム事業本部プリンタ事業部長。1999年画像システム事業本部副事業本部長。2000年執行役員画像システム事業本部長。2002年上席執行役員。2003年常務取締役。2004年MFP事業本部長。2005年取締役専務執行役員。2007年代表取締役社長執行役員 CEO。2013年代表取締役会長執行役員。2016年代表取締役会長、東北電力取締役。2017年取締役会長。公益財団法人市村清新技術財団理事長、理研と未来を創る会会長等も務めた。